# Ermanno Capelli
Ermanno Capelli (født 9. maj 1985) er en italiensk tidligere professionel cykelrytter.